# Georg Reiffel
Georg Reiffel (* 24. September 1829 in Neustadt/Haardt; † 17. Mai 1901 in Kaiserslautern) war ein deutscher Landgerichtsdirektor. Er war von 1880 bis 1881 bayerischer Landtagsabgeordneter.

## Leben
Reiffel war Sohn des Gutsbesitzers und Bürgermeisters Ludwig Reiffel und der Marianne Leopold. Er wurde nach einer Laufbahn an Amtsgerichten 1868 Richter am Bezirksgericht Frankenthal. Im Jahr 1879 wurde er zum Landgerichtsdirektor in Kaiserslautern ernannt, ein Amt, das er 20 Jahre lang ausübte.
Nach dem zeitweisen Austritt des Landgerichtspräsidenten Julius Ferdinand Müller folgte er diesem am 27. Januar 1880 in den 28. Landtag der bayerischen Kammer der Abgeordneten. Sein Wahlkreis war Speyer. Mit Ablauf der 14. Wahlperiode schied Reiffel 1881 aus dem Landtag aus.